# Lompoc
Lompoc város az Amerikai Egyesült Államok Kalifornia államában, Santa Barbara megyében. Lakosainak száma 44 444 fő (2020. április 1.).

## Közlekedés
A települést érinti az Amtrak távolsági vasúti járata is, a Pacific Surfliner.

## Népesség
A település népességének változása:

| 2010 | 42 434 |
| 2020 | 44 444 |